# طوطی‌نوک
طوطی‌نوک (به انگلیسی: parrotbills) (گاهی کلاغ‌چرخ‌ریسک نیز نامیده می‌شود) یک گروه از پرندگان بومی در شرق آسیا و جنوب شرق آسیا عجیب و غریب هستند، هر چند جمعیت‌های رمیده در جاهای دیگر وجود دارند. آنها معمولاً پرندگان کوچک و دم درازی هستند که در نیزارها و زیستگاه‌های مشابه زندگی می‌کنند. آنها عمدتاً از دانه‌ها تغذیه می‌کنند، به عنوان مثال از علف‌ها، همان‌طور که از نامش پیداست، به خوبی با آنها سازگار است. زندگی در مناطق گرمسیری به تا آب و هوای معتدل جنوب، آنها معمولاً غیرمهاجر هستند.
چرخ‌ریسک نیزار یا «چرخ‌ریسک ریش‌دار»، گونه‌ای از اوراسیا که مدتهاست در اینجا قرار گرفته بود، در مقایسه، به خصوص در تابستان، حشره خوارتر است. همچنین به‌طور قابل توجهی در ریخت‌شناسی متفاوت است و بارها در خانواده تک‌نماد Panuridae قرار می‌گرفت. داده‌های توالی دی‌ان‌ای این را پشتیبانی می‌کند.

## گونه‌های طوطی
۳۷ گونه از طوطی و وابستگان در بین ۱۶ سرده پخش شده‌اند. این فهرست بر اساس توالی رده‌بندی IOC ارائه شده‌است و همچنین می‌تواند بر اساس حروف الفبا بر اساس نام مشترک و دو جمله ای مرتب شود.

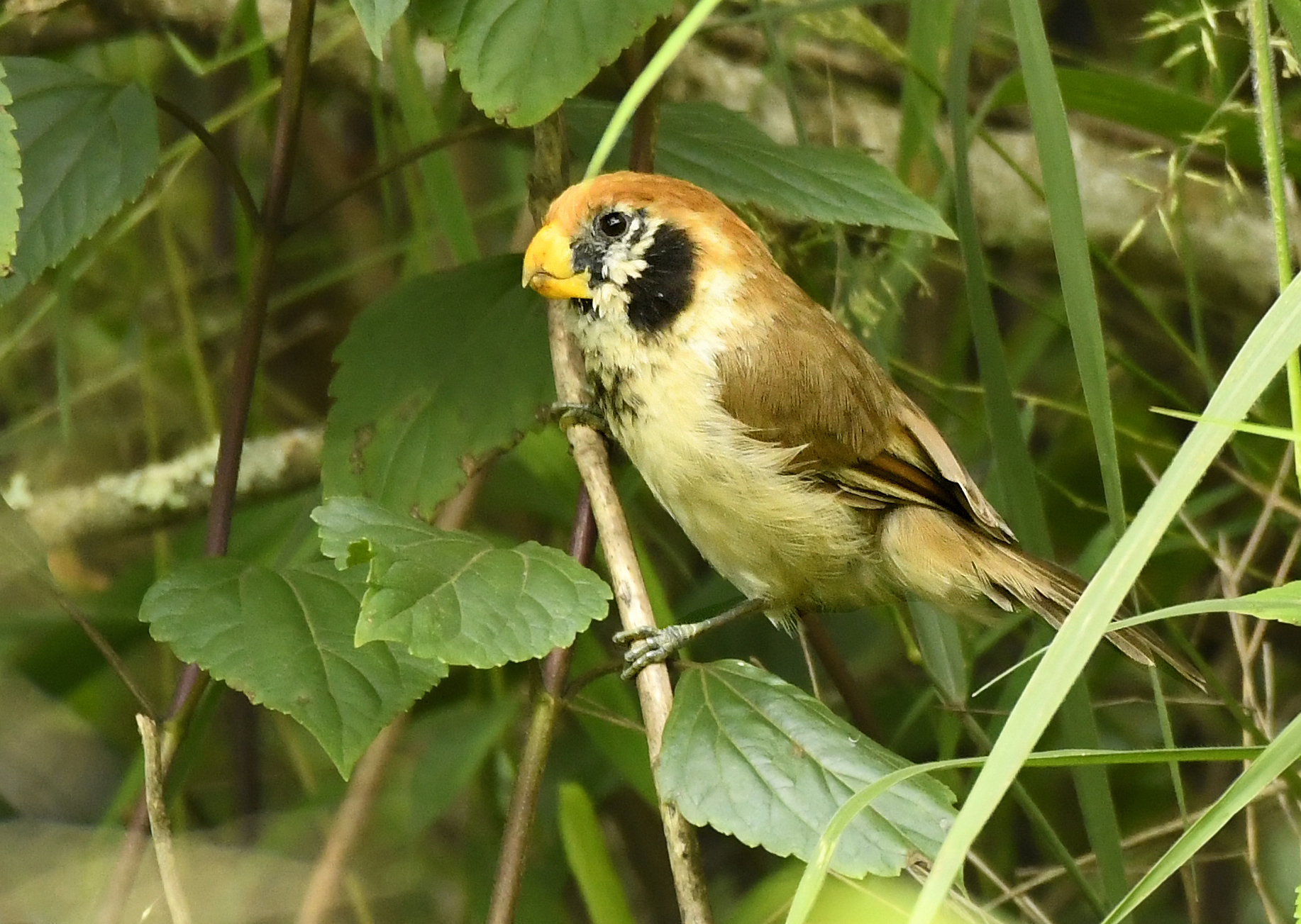
طوطی‌نوک سینه‌خالدار (Paradoxornis guttaticollis) در مورلن، میزورام، هند

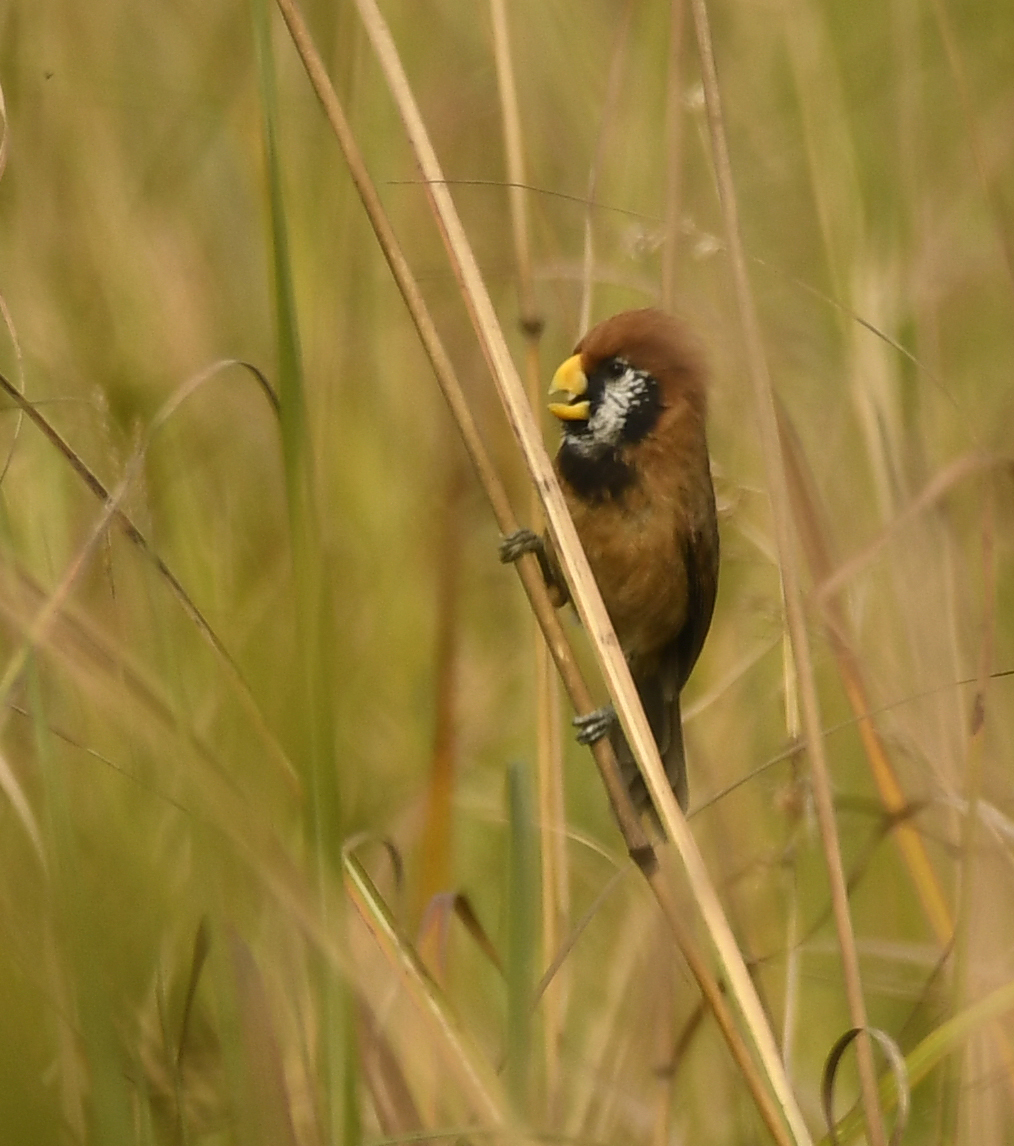
طوطی‌نوک سینه‌سیاه (Paradoxornis flavirostris) در پارک ملی ماناس، آسام، هند

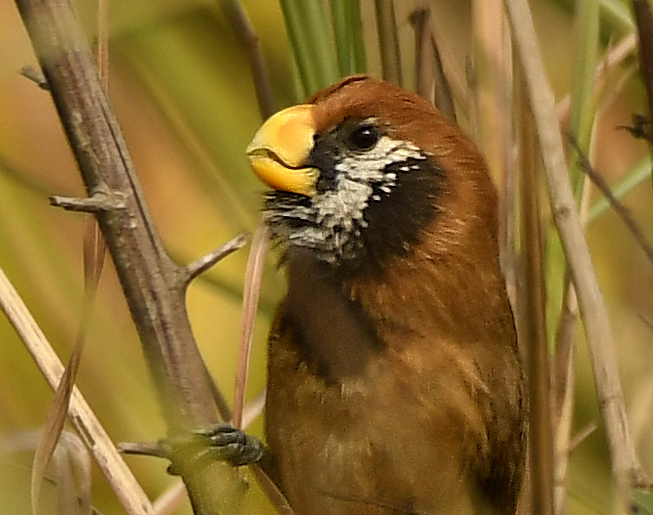
طوطی‌نوک سینه‌سیاه (Paradoxornis flavirostris) در پارک ملی ماناس، آسام، هند

### کلاد گونه‌های بزرگ
سردهٔ Conostoma
- طوطی‌نوک بزرگ، Conostoma oemodium

سردهٔ Cholornis
- طوطی‌نوک سه‌انگشته، Cholornis paradoxa
- طوطی‌نوک قهوه‌ای، Cholornis unicolor

سردهٔ Paradoxornis
Eggs white with various amounts of brown sprinkling or speckling. More basal lineage, possibly close to golden-breasted fulvetta (Lioparus chrysotis) and/or سسک تپه‌ای چین (Rhopophilus pekinensis).
- طوطی‌نوک سینه‌خالدار، Paradoxornis guttaticollis
- طوطی‌نوک سینه‌سیاه، Paradoxornis flavirostris
- طوطی‌نوک نیزاری، Paradoxornis heudei

سردهٔ Psittiparus
Eggs pale cream or bluish with more intense pattern
- طوطی‌نوک سرخاکستری، Psittiparus gularis
- طوطی‌نوک سرسیاه، Psittiparus margaritae - formerly included in P. gularis
- طوطی‌نوک سینه‌سفید، Psittiparus ruficeps
- طوطی‌نوک سرحنایی، greater rufous-headed parrotbill, Psittiparus bakeri

### کلاد گونه‌های کوچک قهوه‌ای
Small unmarked eggs, mid-blue or paler. Possibly close to any or all of fulvetta (typical fulvettas), Chrysomma, or چرخ‌ریسک الیکایی
سردهٔ Chleuasicus
- طوطی‌نوک نوک‌روشن، Chleuasicus atrosuperciliaris

سردهٔ Sinosuthora
- طوطی‌نوک عینکی، Sinosuthora conspicillata
- طوطی‌نوک بال‌قهوه‌ای، Sinosuthora brunnea
  - طوطی‌نوک یون‌نان، Sinosuthora brunnea ricketti
- طوطی‌نوک گلوخاکستری، Sinosuthora alphonsiana
- طوطی‌نوک گلوشرابی، Sinosuthora webbiana
- طوطی‌نوک کلاه‌خاکستری، Sinosuthora zappeyi
- طوطی‌نوک پرزوالسکی، Sinosuthora przewalskii

### Clade of small yellowish species
Small unmarked eggs, mid-blue or paler. Possibly close to any or all of Fulvetta (typical fulvettas), Chrysomma, or چرخ‌ریسک الیکایی
سردهٔ Suthora
- طوطی‌نوک گندم‌گون، Suthora fulvifrons
- طوطی‌نوک گلوسیاه، Suthora nipalensis
  - Blyth's parrotbill, Suthora) (nipalensis) poliotis
- طوطی‌نوک طلایی، Suthora verreauxi

سردهٔ Neosuthora
- طوطی‌نوک دم‌کوتاه، Neosuthora davidiana

## Paradoxornithinae?
به‌طور متقاعدکننده‌ای، طوطی‌نوک‌ها و وابستگان نزدیک آنها ممکن است متعلق به زیرخانواده Paradoxornithinae متمایز باشد که گویا پشتیبانی برای ارتباط آن به کلاد پایه‌ای سسکان اصلی Sylviidae آشکار نیست (Cibois 2003a, Jønsson & Fjeldså ۲۰۰۶).
- سردهٔ Lioparus - formerly in Alcippe (Timaliidae)
  - Golden-breasted fulvetta, Lioparus chrysotis
- سردهٔ Fulvetta - typical fulvettas. Formerly in Alcippe (Timaliidae)
  - Spectacled fulvetta, Fulvetta ruficapilla
  - Chinese fulvetta, Fulvetta striaticollis
  - White-browed fulvetta, Fulvetta vinipectus
  - Grey-hooded fulvetta, Fulvetta cinereiceps
  - Taiwan fulvetta, Fulvetta formosana - formerly in F. cinereiceps
  - Streak-throated fulvetta, Fulvetta manipurensis - formerly in F. cinereiceps
  - Ludlow's fulvetta, Fulvetta ludlowi - tentatively placed here
- سردهٔ Chrysomma - formerly in Timaliidae
  - لیکویی چشم‌زرد، Chrysomma sinense
  - لیکویی جردان، Chrysomma altirostre
    - Burmese Jerdon's babbler, Chrysomma altirostre altirostre - انقراض (1940s)

  - لیکویی دم‌حنایی، Chrysomma poecilotis
- سردهٔ چرخ‌ریسک الیکایی - wrentit
- سردهٔ Rhopophilus - white-browed Chinese warbler